# Frederick W. Green (Politiker)
Frederick William Green (* 18. Februar 1816 in Frederick, Maryland; † 18. Juni 1879 in Cleveland, Ohio) war ein US-amerikanischer Politiker. Zwischen 1851 und 1855 vertrat er den Bundesstaat Ohio im US-Repräsentantenhaus.

## Werdegang
Frederick Green genoss eine akademische Ausbildung. Im Jahr 1833 ließ er sich in Tiffin (Ohio) nieder. Nach einem Jurastudium und seiner Zulassung als Rechtsanwalt begann er dort in seinem neuen Beruf zu arbeiten. Sechs Jahre lang war er Revisor der Verwaltung des Seneca County. Politisch schloss er sich der Demokratischen Partei an.
Bei den Kongresswahlen des Jahres 1850 wurde Green im sechsten Wahlbezirk von Ohio in das US-Repräsentantenhaus in Washington, D.C. gewählt, wo er am 4. März 1851 die Nachfolge von John Bell antrat. Nach einer Wiederwahl konnte er bis zum 3. März 1855 zwei Legislaturperioden im Kongress absolvieren. Diese waren von den Ereignissen im Vorfeld des Bürgerkrieges geprägt. Seit 1853 vertrat Green als Nachfolger von Edson B. Olds den neunten Distrikt seines Staates. Im Jahr 1854 verzichtete er auf eine weitere Kandidatur.
Nach seiner Zeit im US-Repräsentantenhaus zog Frederick Green nach Cleveland. Zwischen 1855 und 1866 war er bei der Verwaltung des Bundesbezirksgerichts für den nördlichen Teil des Staates Ohio angestellt. Im Jahr 1876 war er Beauftragter der Staatsregierung von Ohio für die Centennial Exposition in Philadelphia. Von 1866 bis 1874 gab er die Zeitung Plain Dealer heraus. In den Jahren 1878 und 1879 war er Ölinspektor des Staates Ohio. Frederick Green starb am 18. Juni 1879 in Cleveland, wo er auch beigesetzt wurde.